# گاریگوئلا
گاریگوئلا (به اسپانیایی: Garriguella) یک منطقهٔ مسکونی در اسپانیا است که در آلت امپوردا واقع شده‌است. گاریگوئلا ۲۱٫۰ کیلومتر مربع مساحت دارد.